# Baita Segantini
La Baita Segantini si trova nelle Pale di San Martino, ad un'altezza di 2.182 metri sul livello del mare.
È un rifugio delle Dolomiti dedicato a Giovanni Segantini, noto pittore paesaggista di Arco.
Fu costruita nel 1936 dall'alpinista Alfredo Paluselli di Ziano di Fiemme, che qui visse in solitudine per 35 anni.

## Accessi
È accessibile in circa 40 minuti dal Passo Rolle tramite sentiero.

## Ascensioni
- Monte Mulaz - 2.906 m